# Własność Kadieca
Własność Kadieca (własność Kadieca-Klee) – własność normy w przestrzeniach Banacha. Norma w przestrzeni Banacha X ma własność Kadieca (albo jest normą Kadieca), gdy topologie na sferze jednostkowej
{\displaystyle \{x\in X\colon \,\|x\|=1\},}
dziedziczone odpowiednio z topologii wyznaczonej przez normę oraz topologii słabej w {\displaystyle X} pokrywają się. Nazwa pojęcia pochodzi od nazwisk matematków Michaiła Kadieca i Victora Klee.
Czasami użyteczne może być studiowanie pewnych własności normy w przestrzeni sprzężonej {\displaystyle X^{*}} do danej przestrzeni Banacha X. Wprowadza się w związku z tym następujące definicje:
1. Norma w {\displaystyle X^{*}} ma własność w*-Kadieca, gdy każdy ciąg uogólniony {\displaystyle (x_{\alpha }^{*})} punktów przestrzeni {\displaystyle X^{*}} *-słabo zbieżny do {\displaystyle x_{0}^{*}\in X^{*}} w ten sposób, że {\displaystyle \|x_{\alpha }^{*}\|\to \|x_{0}^{*}\|,} jest również zbieżny w sensie normy.
2. Norma w {\displaystyle X^{*}} ma ciągową własność w*-Kadieca, gdy w powyższej definicji słowo ciąg uogólniony zastąpić słowem ciąg.
3. Norma w {\displaystyle X^{*}} ma własność w*-τ-Kadieca (ciągową własność w*-τ-Kadieca), gdy w definicji 1. zastąpić zbieżność ciągu uogólnionego {\displaystyle (x_{\alpha })} w sensie normy zbieżnością w sensie topologii Mackeya (i ciąg uogólniony, ciągiem).

Pojęcia zdefiniowane w punkcie 3. są istotnie różne. Odpowiedni kontrprzykład został podany w przypadku niestandardowej normy w przestrzeni {\displaystyle \ell ^{\infty }.}

## Własności
Niech X będzie przestrzenią Banacha.
- Jeśli w przestrzeni X {\displaystyle (X^{*})} istnieje norma Kadieca równoważna wyjściowej normie, to rodziny zbiorów borelowskich wyznaczonych przez zbiory otwarte i słabo otwarte (*-słabo otwarte) pokrywają się[2].
- Jeśli w przestrzeni X istnieje norma Kadieca równoważna wyjściowej normie, to X jest borelowskim podzbiorem przestrzeni {\displaystyle X^{**}}[3] (X utożsamiamy ze swoim obrazem poprzez odwzorowanie kanoniczne w {\displaystyle X^{**}} – por. przestrzeń refleksywna).
- Następujące warunki są parami równoważne:
  1. Norma w {\displaystyle X^{*}} ma własność w*-Kadieca.
  2. Dla każdej ośrodkowej podprzestrzeni liniowej {\displaystyle Y\subseteq X} norma w {\displaystyle Y^{*}} ma ciągową własność w*-Kadieca.
  3. Dla każdej ośrodkowej podprzestrzeni liniowej {\displaystyle Y\subseteq X} zbieżność w sensie Wijsmana ciągu punktów przestrzeni {\displaystyle Y} pociąga zbieżność w sensie Mosco.
  4. W każdej podprzestrzeni liniowej przestrzeni X topologia Wijsmana pokrywa się z topologią Mosco.